# Len Allchurch
Len Allchurch (Swansea, Gales; 12 de septiembre de 1933-ibídem, 16 de noviembre de 2016) fue un futbolista británico que jugaba en la demarcación de extremo. Era el hermano menor del también futbolista Ivor Allchurch.

## Selección nacional
Jugó un total de once partidos con la selección de fútbol de Gales. Debutó el 20 de abril de 1955, de la mano del seleccionador Walley Barnes, en un partido del British Home Championship contra Irlanda del Norte que finalizó con un resultado de 2-3 a favor del combinado galés. Tras disputar la clasificación para la Copa Mundial de Fútbol de 1958 formó parte del equipo que disputó el mundial, aunque al final el extremo galés no llegó a jugar ningún encuentro. Su último partido con la selección lo jugó el 12 de octubre de 1963 contra Inglaterra, con un resultado final de 0-4 a favor de Inglaterra.

### Participaciones en Copas del Mundo
| Mundial                        | Sede   | Resultado      | Partidos | Goles |
| ------------------------------ | ------ | -------------- | -------- | ----- |
| Copa Mundial de Fútbol de 1958 | Suecia | Fase de grupos | 0        | 0     |

## Clubes
| Club                | País       | Año         | Partidos | Goles |
| ------------------- | ---------- | ----------- | -------- | ----- |
| Swansea City AFC    | Gales      | 1950 - 1961 | 276      | 49    |
| Sheffield United FC | Inglaterra | 1961 - 1965 | 123      | 32    |
| Stockport County FC | Inglaterra | 1965 - 1969 | 131      | 16    |
| Swansea City AFC    | Gales      | 1969 - 1971 | 71       | 11    |